# Rob Hickey
Robert John Hickey (Whakatane, 12 gennaio 1974) è un ex cestista neozelandese.

## Carriera
Con la Nuova Zelanda ha partecipato ai Giochi olimpici di Sydney 2000 e ai Campionati mondiali del 2002.